# Seconds (U2-Lied)

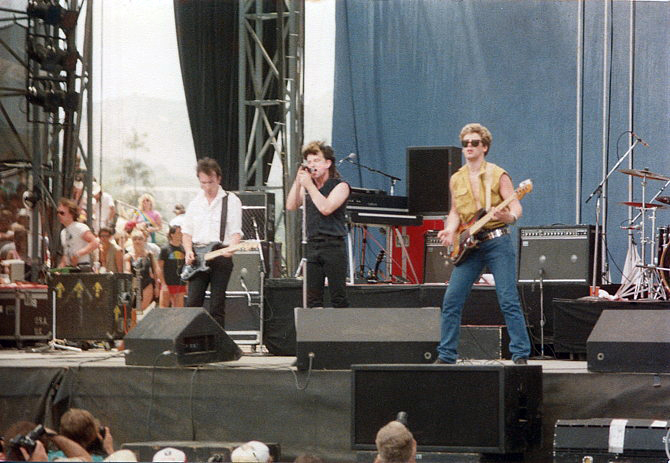
U2 (1983)

Seconds ist der zweite Titel auf dem U2-Album War aus dem Jahr 1983.
Der Titel mit der wiederholten Textzeile „It takes a second to say goodbye“ („Es dauert eine Sekunde, sich zu verabschieden“) kritisiert die Verbreitung von Atomwaffen.

## Songtext und Aufnahme
Während einer Schreibblockade 1982 bat Bono The Edge um Unterstützung, der daraufhin die Zeile „It takes a second to say goodbye“ schrieb; Bono schrieb dann den Rest des Textes. Auf der Aufnahme singt The Edge die erste Strophe des Songs. Der Text im Lied über das Tanzen zur Atombombe ist eine Anspielung auf den Song Drop the Bomb der Band Trouble Funk, die wie U2 bei Island Records waren.

„'Seconds' ist heute besonders relevant, weil es von der Idee handelt, dass irgendwann jemand, irgendwo, nukleares Material in die Hände bekommt und eine Kofferbombe in einer Wohnung in der westlichen Hauptstadt baut. Es war zwanzig Jahre zu früh, aber ich würde es nicht als prophetisch bezeichnen, sondern nur als offensichtlich.“

Es gibt bei 2:10 eine Pause von 11 Sekunden mit einem Sample des Dokumentarfilms Soldier Girls (1981). Bono sah den Dokumentarfilm, während er in den Windmill Lane Studios auf die Aufnahmen wartete. Die Band war der Meinung, dass es gut in den Song passen würde, als beunruhigendes Zeugnis von Soldaten, die für eine Atombombenexplosion trainieren.

## Rezeption
In einer Rezension des Rolling Stone über das Album selbst schrieb der Redakteur J.D. Considine:

„'Seconds' … beginnt mit einem schläfrigen Funk-Riff, das von einer fröhlichen Spielzeug-Bassdrum angetrieben wird. Es ist eine angenehme Gegenüberstellung, aber als das Thema des Songs klar wird - der Wahnsinn nuklearer Erpressung, wo, wie Bono Vox es ausdrückt, 'die Marionetten die Fäden ziehen' - wird einem klar, dass dieser fröhliche Krachmacher genauso wenig ein unschuldiges Spielzeug ist wie die Die Blechtrommel von Günter Grass The Tin Drum.“

2008 schrieb der Pitchfork-Redakteur Joe Tangari in einer Rezension:

„'Seconds' reitet eine hypnotische Basslinie zu einer letzten Strophe, die nukleares Patt mit einem Tanzwahn zusammenbringt.“

## Coverversionen
Mundy steuerte 2005 eine Coverversion zu Even Better Than the Real Thing Vol. 3 bei, einem Wohltätigkeitsalbum mit U2-Songs. Rogue Wave veröffentlichte 2005 eine iTunes Store Coverversion des Songs. Sierra Leone’s Refugee All Stars veröffentlichten 2007 eine Coverversion des Songs.